# 屈塞 (上马恩省)
屈塞（法語：Cusey，法語發音：[kyzɛ]）是法国上马恩省的一个市镇，属于朗格勒区。

## 地理
屈塞（47°37'52"N, 5°20'31"E）面积23.22 平方千米，位于法国大東部大區上马恩省，该省份为法国东北部内陆省份，北起马恩省和默兹省，西接奥布省，西南接科多尔省，东南接上索恩省，东临孚日省。
与屈塞接壤的市镇（或旧市镇、城区）包括：萨克奈、伊索姆、奥克塞、尚普利特、大佩尔塞、绍姆和库尔尚、舒瓦耶-达尔德奈。

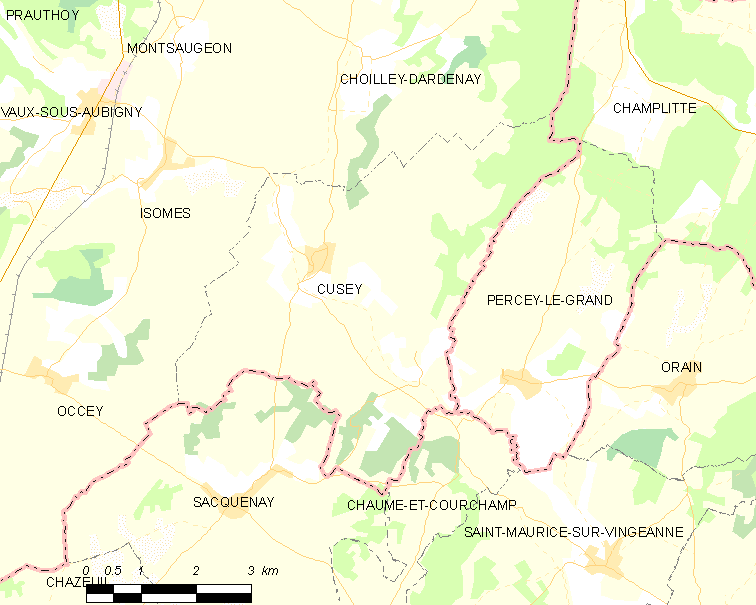
的OSM定位图

屈塞的时区为UTC+01:00、UTC+02:00（夏令时）。

## 行政
屈塞的邮政编码为52190，INSEE市镇编码为52158。

## 政治
屈塞所属的省级选区为维勒居西安勒拉克县。

## 人口

1962-2008年间人口变化图示

屈塞于2022年1月1日时的人口数量为286人。